# Rio Open 2019 - Qualificazioni singolare
Le qualificazioni del singolare del Rio Open 2019 sono state un torneo di tennis preliminare per accedere alla fase finale della manifestazione. I vincitori dell'ultimo turno sono entrati di diritto nel tabellone principale. In caso di ritiro di uno o più giocatori aventi diritto a questi sono subentrati i lucky loser, ossia i giocatori che hanno perso nell'ultimo turno ma che avevano una classifica più alta rispetto agli altri partecipanti che avevano comunque perso nel turno finale.

## Teste di serie
1. Juan Ignacio Londero (qualificato)
2. Lorenzo Sonego (spostato nel tabellone principale)
3. Hugo Dellien (qualificato)
4. Elias Ymer (qualificato)

1. Casper Ruud (qualificato)
2. Carlos Berlocq (ultimo turno, lucky loser)
3. Rogério Dutra Silva (ultimo turno)
4. Pedro Martínez (ultimo turno)

## Qualificati
1. Juan Ignacio Londero
2. Casper Ruud

1. Hugo Dellien
2. Elias Ymer

### Lucky loser
1. Carlos Berlocq

## Tabellone

### Legenda
| - Q = Qualificato - WC = Wild card - LL = Lucky loser | - ALT = Alternate - SE = Special Exempt - PR = Protected Ranking | - w/o = Walkover - r = Ritirato - d = Squalificato |

### Sezione 1
|  | Primo turno | Primo turno          | Primo turno          | Primo turno | Primo turno |  |  | Ultimo turno | Ultimo turno         | Ultimo turno         | Ultimo turno | Ultimo turno |  |
|  |             |                      |                      |             |             |  |  |              |                      |                      |              |              |  |
|  | 1           | Juan Ignacio Londero | Juan Ignacio Londero | 7           | 6           |  |  |              |                      |                      |              |              |  |
|  |             | Alessandro Giannessi | Alessandro Giannessi | 63          | 1           |  |  | 1            | Juan Ignacio Londero | Juan Ignacio Londero | 7            | 6            |  |
|  |             | Matteo Donati        | 2                    | 6           | 1           |  |  | 7            | Rogério Dutra Silva  | Rogério Dutra Silva  | 65           | 2            |  |
|  | 7           | Rogério Dutra Silva  | 6                    | 3           | 6           |  |  |              |                      |                      |              |              |  |

### Sezione 2
|  | Primo turno | Primo turno      | Primo turno      | Primo turno | Primo turno |  |  | Ultimo turno | Ultimo turno   | Ultimo turno   | Ultimo turno | Ultimo turno |  |
|  |             |                  |                  |             |             |  |  |              |                |                |              |              |  |
|  | Alt         | ì Facundo Bagnis | ì Facundo Bagnis | 6           | 7           |  |  |              |                |                |              |              |  |
|  |             | Kimmer Coppejans | Kimmer Coppejans | 4           | 5           |  |  | Alt          | Facundo Bagnis | Facundo Bagnis | 5            | 4            |  |
|  |             | Thomaz Bellucci  | Thomaz Bellucci  | 63          | 6           |  |  | 5            | Casper Ruud    | Casper Ruud    | 7            | 6            |  |
|  | 5           | Casper Ruud      | Casper Ruud      | 7           | 7           |  |  |              |                |                |              |              |  |

### Sezione 3
|  | Primo turno | Primo turno     | Primo turno     | Primo turno | Primo turno |  |  | Ultimo turno | Ultimo turno   | Ultimo turno   | Ultimo turno | Ultimo turno |  |
|  |             |                 |                 |             |             |  |  |              |                |                |              |              |  |
|  | 3           | Hugo Dellien    | 6               | 1           | 6           |  |  |              |                |                |              |              |  |
|  | WC          | Rafael Matos    | 4               | 6           | 0           |  |  | 3            | Hugo Dellien   | Hugo Dellien   | 6            | 7            |  |
|  | WC          | Natan Rodrigues | Natan Rodrigues | 3           | 1           |  |  | 6            | Carlos Berlocq | Carlos Berlocq | 3            | 62           |  |
|  | 6           | Carlos Berlocq  | Carlos Berlocq  | 6           | 6           |  |  |              |                |                |              |              |  |

### Sezione 4
|  | Primo turno | Primo turno    | Primo turno | Primo turno | Primo turno |  |  | Ultimo turno | Ultimo turno   | Ultimo turno | Ultimo turno | Ultimo turno |  |
|  |             |                |             |             |             |  |  |              |                |              |              |              |  |
|  | 4           | Elias Ymer     | 3           | 7           | 6           |  |  |              |                |              |              |              |  |
|  |             | João Domingues | 6           | 5           | 3           |  |  | 4            | Elias Ymer     | 6            | 1            | 6            |  |
|  | WC          | Mateus Alves   | 4           | 6           | 5           |  |  | 8            | Pedro Martínez | 4            | 6            | 4            |  |
|  | 8           | Pedro Martínez | 6           | 3           | 7           |  |  |              |                |              |              |              |  |